# Sjorer
Sjorer (ryska: шорцы) är ett folkslag som räknas till gruppen tatarer, hemmahörande i västra Sibirien i Ryssland, främst i Kemerovo oblast.
Sjorerna uppvisar kulturella släktskap med andra etniska grupper såsom ugrier, samojeder och altajer, och tros av många vara ett blandfolk av mongoliskt ursprung. År 2002 fanns 13 975 sjorer i Ryssland. De flesta tillhör den rysk-ortodoxa kyrkan, men det finns fortfarande sjorer som praktiserar schamanism.
Sjorerna var ursprungligen främst jägare och fiskare, men det finns idag mycket lite kvar av deras traditionella kultur och de flesta arbetar idag inom den ryska gruv- och industrinäringen, eller med jordbruk. Enstaka sjorer talar fortfarande det sjoriska språket, som tillhör den turkiska språkstammen.